# 含光塔
含光塔，位于中国福建省福州市连江县江南乡文新村，为一个省级文物保护单位，类型为古建筑，为第五批福建省文物保护单位，公布时间为2001年1月20日。
含光塔的历史年代为明。